# 무자이 모라토리엄
《무자이 모라토리엄》(無罪モラトリアム, 무죄 모라토리엄) 은 시이나 링고의 첫 번째 앨범으로, 1999년 2월 24일에 도시바 EMI에서 발매되었다. 919,000장 이상 판매되었다.

## 트랙 리스트
모든 노래는 시이나 링고가 작사, 작곡했으며, 카메다 세이지가 편곡했다.
1. 正しい街 (옳은 거리) – 03:53
2. 歌舞伎町の女王 (가부키쵸의 여왕) – 02:51
3. 丸の内サディスティック (마루노우치 새디스틱) – 03:56
4. 幸福論(悦楽編) (행복론(열락편)) – 02:58
그녀의 데뷔싱글 행복론의 편곡이 마음에 들지 않아서 재편곡했다.
5. 茜さす 帰路照らされど… (노을 빛에 귀로가 비추어져도…) – 04:07
제목은 카키니모토 히토마로의 단가, "茜さす日は照らせれどぬばたまの夜渡る月の隠らく惜しも"를 차용했다.
6. シドと白昼夢 (시드와 백일몽) – 04:03
7. 積木遊び (벽돌쌓기놀이) – 03:24
8. ここでキスして。 (여기서 키스해줘.) – 04:20
9. 同じ夜 (같은 밤) – 03:38
10. 警告 (경고) – 04:05
11. モルヒネ (모르핀) – 03:42